# 刘休范
刘休范（448年—474年6月22日），名不詳，字休範，以字行，南朝宋文帝刘义隆第十八子，荀美人所生。南朝劉宋宗室。

## 生平
南朝宋孝建三年（456年）初，宋孝武帝詔封弟弟休範為顺阳王，食邑二千戶。
大明元年（457年）改封桂阳王，委以冠軍將軍，南彭城、下邳太守。
大明三年（459年）任江州刺史，不久加征虜將軍，增邑千戶。之後，調入朝廷擔任秘書監，領前軍將軍。
大明七年（463年），改任左衞將軍，加給事中。
永光元年（465年）轉中護軍、崇憲衞尉。同年年末，休範十一兄宋明帝在政變後正式登位，並於泰始二年（466年）以休範為使持節、都督南徐徐兗兗四州諸軍事、鎮北將軍、南徐州刺史。不過，當時的徐州刺史薛安都並不支持明帝政權，更讓侄兒薛索兒與明帝軍爭戰，明帝遂讓休範北據廣陵，督北討諸軍事軍，加南兗州刺史，同年進征北大將及加散騎常侍，但退還京口並解南兗州刺史職。泰始五年（469年），明帝召休範為中書監、中軍將軍、揚州刺史，仍領散騎常侍。次年（470年）又以使持節、都督江郢司廣兗五州豫州之西陽新蔡晉熙湘州之始興四郡諸軍事、征南大將軍再任江州刺史。
泰始七年（471年），明帝先殺了晉平王劉休祐，不久又逼殺了司徒建安王劉休仁，將巴陵王劉休若自南徐州調入江州，而以休範為持節都督南徐徐南兗兗青冀六州諸軍事，驃騎大將軍、開府儀同三司、散騎常侍、南徐州刺史。然而，休範未拜官休若又被賜死了，遂又以驃騎大將軍職調回江州，進督越州諸軍事，並賜一輛三望車。此時文帝諸子除了北逃的刘昶以外就只餘下休範和明帝二人在世，休範亦終日擔驚受怕，怕明帝連自己也殺了；然而明帝鑑於休範並無才能，不為人心所向，認為他對太子無威脅，遂一直無意加害。
泰豫元年（472年），明帝去世，遣詔進休範為司空，改散騎常侍為侍中，並賜班劍隊三十人。明帝另外亦遺命蔡興宗、劉勔、袁粲、褚淵及沈攸之五個大臣為顧命大臣，以輔助年輕的後廢帝。明帝一死，休範的威脅即告解除，但他卻不滿遺詔中沒有讓作為宗室近戚的他擔當宰輔重任，於是心生不滿，轉而招引勇士，準備兵器，又禮待每一個路過江州治所尋陽的人，遂令遠近都有心傾心於他。朝廷見狀亦知其有異，但都只是暗中防備。時休範生母荀太妃去世，休範亦直接讓她葬於廬山，以示其不還之志。元徽元年（473年），郢州刺史一職因沈攸之早前改任荊州而懸空，朝廷制防制休範而故意讓後廢帝弟晉熙王劉燮任郢州刺史，讓長史王奐處理州事，更為防路過尋陽時遭休範阻撓而繞道太子洑。休範得悉後更為憤恨，遂與典籤許公輿暗作準備進攻建康。
元徽二年（474年），休範進位太尉，但休範在其年五月就正式起兵，他沒收了百姓的船隻，將事前準備好的船板交給軍人們合力裝置，兩三日就裝備好了，遂率領二萬大軍以及數百鐵騎直撲建康。大雷戍主杜道欣聞變立即就趕赴建康報告，但他到後一晚休範大軍就到了接近建康的新林，震動京師。隨後休範從新亭登岸步進，兵臨由蕭道成據守的新亭壘，黃回見休範身邊僅有數十人守衞，認為有機可乘，於是詐降，並假稱是蕭道成有歸附意，休範時有醉意，聞言大喜，交兩個兒子給蕭道成為人質，但二人到壘後即被殺。黃回命張敬兒趨前殺死休範，並割下其首級，眾人見休範死亦告奔散。休範雖死，但他早前派往進攻朱雀橋的一支軍隊並不知情，更擊敗守軍，權倖王道隆及劉勔皆戰死，只因陳顯達率禁軍成功抵禦才得保衞宮省。

## 性格特徵
劉休範自小就顯得平庸，並不聰穎，故一眾兄長們都看不起他，宋明帝也常說：「休範人才不及此，以我弟故，生便富貴。釋氏願生王家，良有以也。」故此終也沒有如對諸弟般加害他。

## 家庭
- 妻萧思话女
- 子劉德嗣，出繼劉紹[1][2]

## 引用
1. ↑  《宋書·廬陵孝獻王義真傳》：三年，更以桂陽王休範第二子德嗣紹。
2. ↑  《宋書·明帝紀》：〔泰始三年夏四月〕庚子，立桂陽王休範第二子德嗣為廬陵王